# Yin Haiguang
Yin Haiguang (chinesisch 殷海光, * 5. Dezember 1919 in Huanggang; † 16. September 1969), eigentlich Yin Foo-sun (chinesisch 殷福生), war Dozent an der philosophischen Fakultät der National Taiwan University (chinesisch 國立臺灣大學, Pinyin Guólì Táiwān Dàxué) und zählte zur sogenannten liberalen Opposition der 1950er und 60er Jahre auf Taiwan, die sich um die Zeitschrift Freies China gruppiert hatte.
Geboren in Huanggang in der Provinz Hubei, verließ er 1932 vorzeitig die Mittelschule und begann in Hankou eine Lehre in einem Lebensmittelgeschäft. Doch bereits nach acht Monaten kehrte er zur Schule zurück, schloss 1936 die Gaozhong (Oberstufe der Mittelschule) ab und begab sich nach Peking, um dort seine Ausbildung fortzusetzen. Im Jahre 1937 plante Yin Haiguang an der Tsinghua-Universität ein Studium zu beginnen, doch kehrte er nach dem Lugouqiao-Zwischenfall vom 7. Juli 1937 in die Provinz Hubei zurück. Im darauffolgenden Jahr begab sich Yin nach Kunming, wo kurz zuvor die Universität Xinan Lianda gegründet worden war, und bestand die Aufnahmeprüfung an der Fakultät für Philosophie. Obgleich Yin Haiguang in Kunming und nicht in Peking studierte, wird er noch heute als Student von Jin Yuelin bezeichnet. Neben Jin Yuelin soll auch Xiong Shili Yin Haiguang beeinflusst haben. Die politische Einstellung Yins während seines Aufenthaltes in Kunming wird als nationalistisch, anti-japanisch und antikommunistisch eingeschätzt. Nach seinem Universitätsabschluss 1942 verließ Yin Haiguang Kunming und schloss sich 1944 freiwillig der Armee an. Seine militärische Ausbildung erhielt er in Indien.
Nach der japanischen Kapitulation kehrte er nach China zurück, wurde an der Universität in Nanjing Dozent für Logik und arbeitete gleichzeitig für die Zeitung Zhongyang ribao. Als 1949 die Zhongyang ribao ihre Redaktion nach Taibei verlegte, kam auch Yin Haiguang nach Taiwan.
Nach seiner Ankunft in Taibei wurde Yin Dozent an der philosophischen Fakultät der National Taiwan University. Parallel zu seiner Lehrtätigkeit begann er, in der von Hu Shi herausgegebenen Zeitschrift Ziyou Zhongguo Artikel zu veröffentlichen, in denen er sich mit der politischen Situation auf Taiwan und mit liberalen und demokratischen Ideen westlicher Theoretiker auseinandersetzte. In den folgenden Jahren übersetzte er unter anderem Friedrich August von Hayeks The Road to Serfdom und John Stephen Reshetars Problems of Analyzing and Predicting Soviet Behaviour ins Chinesische und wurde 1957 zum Professor an der National Taiwan University ernannt.
1958 war für Yin ein schwieriges Jahr. Nach einem öffentlichen Vortrag im Dezember 1958, in dem der Chen Duxiu zu den vier einflussreichsten modernen chinesischen Denkern zählte und zudem die Ansicht vertrat, dass die Drei Prinzipien des Volkes von Sun Yat-sen als Wegweiser für das gegenwärtige China ungeeignet seien, wurde Yin von der Universitätsleitung untersagt, außercurriculare Vorträge zu halten.
In der Zeit zwischen 1960 und 1966 beschäftigte sich Yin Haiguang deutlich weniger mit tagespolitischen Themen und wandte sich dem Themenbereich Chinesische und westliche Kultur zu. Als Ergebnis dieser Forschungstätigkeit kann sein Hauptwerk Die Zukunft der chinesischen Kultur (chinesisch 中國文化的展望) angesehen werden, welches 1966 erschien und umgehend verboten wurde. In der Begründung des Verbots hieß es unter anderem: Das Buch verstößt „gegen den Geist der traditionellen Kultur und verletzt die Idee der fünf menschlichen Beziehungen innerhalb der Gesellschaft“. Yin, der nach eigenen Aussagen in diesem Buch über seine Forschung bezüglich der sozio-kulturellen Probleme Chinas in den letzten 100 Jahren berichten wollte, verlor infolge dieses Verbots und des Verbots der Zeitschrift Apollo -- als deren geistiger Führer er angesehen wurde -- seine Stellung als Professor an der National Taiwan University. Die letzten drei Jahre seines Lebens waren hauptsächlich durch gesundheitliche und finanzielle Probleme gekennzeichnet. Yin beabsichtigte zwar noch, ein Buch über die Geschichte der politischen Ideen der chinesischen Neuzeit zu schreiben, das er aber bis zu seinem Tod nicht vollenden konnte.
Yin Haiguang wurde vor allem durch Bertrand Russell beeinflusst. Allerdings ging dieser Einfluss nicht von der Principia Mathematica aus, die Russell gemeinsam mit Alfred North Whitehead in den Jahren 1910 bis 1913 verfasste, sondern von Russells Werken, in denen sich dieser mehr populärphilosophischen und gesellschaftspolitischen Fragestellungen zuwandte. Yin kann als Vertreter des modernen Empirismus – im weitesten Sinne  – angesehen werden, der ein großes Vertrauen in die Leistungen der empirischen Wissenschaft (Szientismus) besaß.